# Cephenemyia stimulator
Cephenemyia stimulator – gatunek owada z rodziny gzowatych (Oestridae). Jego larwy pasożytują na sarnach (Capreolus capreolus). Samice składają żywe larwy I stopnia w nozdrzach żywiciela. Larwy podążają do jamy nosowej i gardłowej.
Dorosły owad osiąga wielkość 14–16 mm i jest barwy żółtawej.